# 宋卫平 (1954年)
宋卫平（1954年12月—），男，江苏沭阳人，中华人民共和国政治人物，曾任中共阜阳市委书记、阜阳市人大常委会主任，安徽省人大常委会副主任。